# Battle Royale (2000)
Battle Royale (Japans: バトル・ロワイアル, Batoru rowaiaru) is een Japanse film uit 2000 onder regie van Kinji Fukasaku en zijn zoon Kenta Fukasaku. Het verhaal is gebaseerd op dat uit het gelijknamige boek van Koushun Takami.
Battle Royale won Japanse Academy Awards voor beste montage, meest populaire film en beste nieuwkomer (zowel acteur Tatsuya Fujiwara als actrice Aki Maeda). Daarnaast won de film Blue Ribbon Awards voor beste film en beste nieuwkomer (Fujiwara).
Er kwam een speciale versie van Battle Royale uit op dvd met acht minuten extra speeltijd, die werden opgenomen toen de film al in première was gegaan. In 2003 verscheen er een vervolg genaamd Battle Royale II.

## Verhaal
Een schoolklas bestaande uit 42 leerlingen wordt op een eiland gezet met maar één doel: zorgen dat er na drie dagen nog maar één persoon leeft. Elke deelnemer wordt voorzien van een basispakket dat een wapen, een landkaart met kompas, water en brood bevat. De wapens lopen uiteen van pannendeksel tot gps en van zwaard tot pistool.
Elke student draagt een halsband die hun locatie en status doorseint naar het basiskamp. Indien de studenten hun halsband proberen te verwijderen zal deze ontploffen. Tijdens het spel worden er ook dangerzones (aka gevarenzones) ingevoerd. Als de studenten in deze zone te lang blijven hangen, wordt de halsband tot ontploffing gebracht. Op deze manier worden de studenten langzaamaan bijeengebracht. Verder is er een tijdslimiet. Indien na een aantal dagen er meer dan één persoon nog in leven is, zal iedereen sterven.

## Rolverdeling
| Acteur              | Personage          | Nota        |
| ------------------- | ------------------ | ----------- |
| Tatsuya Fujiwara    | Shuya Nanahara     | Jongens #15 |
| Aki Maeda           | Noriko Nakagawa    | Meiden #15  |
| Taro Yamamoto       | Shogo Kawada       | Jongens #5  |
| Chiaki Kuriyama     | Takako Chigusa     | Meiden #13  |
| Sousuke Takaoka     | Hiroki Sugimura    | Jongens #11 |
| Takashi Tsukamoto   | Shinji Mimura      | Jongens #19 |
| Yukihiro Kotani     | Yoshitoki Kuninobu | Jongens #7  |
| Ko Shibasaki        | Mitsuko Souma      | Meiden #11  |
| Masanobu Ando       | Kazuo Kiriyama     | Jongens #6  |
| Eri Ishikawa        | Yukie Utsumi       | Meiden #2   |
| Sayaka Kamiya       | Satomi Noda        | Meiden #17  |
| Aki Inoue           | Fumiyo Fujiyoshi   | Meiden #18  |
| Takayo Mimura       | Kayoko Kotohiki    | Meiden #8   |
| Yutaka Shimada      | Yutaka Seto        | Jongens #12 |
| Ren Matsuzawa       | Keita Iijima       | Jongens #2  |
| Hirohito Honda      | Kazushi Niida      | Jongens #16 |
| Ryou Nitta          | Kyouichi Motobuchi | Jongens #20 |
| Sayaka Ikeda        | Megumi Eto         | Meiden #3   |
| Anna Nagata         | Hirono Shimizu     | Meiden #10  |
| Yukari Kanasawa     | Yukiko Kitano      | Meiden #6   |
| Misao Kato          | Yumiko Kusaka      | Meiden #7   |
| Hitomi Hyuga        | Yuko Sakaki        | Meiden #9   |
| Satomi Ishii        | Haruka Tanizawa    | Meiden #12  |
| Asami Kanai         | Chisato Matsui     | Meiden #19  |
| Satomi Hanamura     | Yuka Nakagawa      | Meiden #16  |
| Yousuke Shibata     | Mitsuru Numai      | Jongens #17 |
| Shirou Gou          | Ryuhei Sasagawa    | Jongens #10 |
| Yuuki Masuda        | Hiroshi Kuronaga   | Jongens #9  |
| Shigeki Hirokawa    | Shou Tsukioka      | Jongens #14 |
| Tamaki Mihara       | Izumi Kanai        | Meiden #5   |
| Tomomi Shimaki      | Sakura Ogawa       | Meiden #4   |
| Yasuomi Sano        | Kazuhiko Yamamoto  | Jongens #21 |
| Shin Kusaka         | Yoshio Akamatsu    | Jongens #1  |
| Gouki Nishimura     | Tatsumichi Oki     | Jongens #3  |
| Shigehiro Yamaguchi | Toshimori Oda      | Jongens #4  |
| Osamu Ohnishi       | Youji Kuramoto     | Jongens #8  |
| Satoshi Yokomichi   | Tadakatsu Hatagami | Jongens #18 |
| Junichi Naitou      | Yuichiro Takiguchi | Jongens #13 |
| Tsuyako Kinoshita   | Mizuho Inada       | Meiden #1   |
| Mai Sekiguchi       | Kaori Minami       | Meiden #20  |
| Takako Baba         | Yoshimi Yahagi     | Meiden #21  |
| Haruka Nomiyama     | Mayumi Tendo       | Meiden #14  |

## Overlijden
Lijst van de studenten op volgorde van tijd van de moord. De eerste die overlijdt staat als eerste gemeld.

1. Fumiyo Fujiyoshi (Meiden #18) - Vermoord met mes door Kitano op D-6 aan het begin van het spel.
2. Yoshitoki Kuninobu (Jongens #7) - Halsketting ontploft via Kitano op D-6 aan het begin van het spel.
3. Mayumi Tendou (Meiden #14) - Neergeschoten met kruisboog door Jongens #1 Akamatsu op D-6 #p aan het begin van het spel.
4. Yoshio Akamatsu (Jongens #1) - Neergeschoten met kruisboog door Jongens #16 Niida op D-6 aan het begin van het spel.
5. Hiroshi Kuronaga (Jongens #9) - Neergeschoten door Jongens #6 Kiriyama op I-3 aan het begin van het spel.
6. Ryuhei Sasagawa (Jongens #10) - Neergeschoten door Jongens #6 Kiriyama op I-3 aan het begin van het spel.
7. Shou Tsukioka (Jongens #14) - Neergeschoten door Jongens #6 Kiriyama op I-3 aan het begin van het spel.
8. Mitsuru Numai (Jongens #17) - Neergeschoten door Jongens #6 Kiriyama op I-3 aan het begin van het spel.
9. Izumi Kanai (Meiden #5) - Neergeschoten door Jongens #6 Kiriyama op I-3 aan het begin van het spel.
10. Kazuhiko Yamamoto (Jongens #21) - Zelfmoord (Hij sprong van een klif) op A-2 aan het begin van het spel.
11. Sakura Ogawa (Meiden #4) - Zelfmoord (Ze sprong van een klif) op A-2 aan het begin van het spel.
12. Yoji Kuramoto (Jongens #8) - Zelfmoord (Hij hing zichzelf op) op B-4 aan het begin van het spel.
13. Yoshimi Yahagi (Meiden #21) - Zelfmoord (Ze hing zichzelf op) op B-4 aan het begin van het spel.
14. Megumi Eto (Meiden #3) - Vermoord via sikkel door Meiden #11 Souma op B-4 aan het begin van het spel.
15. Tatsumichi Oki (Jongens #3) - Viel met zijn hoofd in een bijl op E-8 op de eerste dag.
16. Kyouichi Motobuchi (Jongens #20) - Doodgeschoten door Jongens #5 Kawada op E-8 op de eerste dag.
17. Yumiko Kusaka (Meiden #7) - Doodgeschoten door Jongens #6 Kiriyama op C-7 op de eerste dag.
18. Yukiko Kitano (Meiden #6) - Doodgeschoten door Jongens #6 Kiriyama op C-7 op de eerste dag.
19. Hirono Shimizu (Meiden #10) - Doodgeschoten door Meiden #11 Souma op C-5 op de eerste dag.
20. Kazushi Niida (Jongens #16) - Neergestoken door Meiden #13 Chigusa op E-2 op de eerste dag.
21. Takako Chigusa (Meiden #13) - Gestorven aan verwondingen na schietpartij met Meiden #11 Souma op D-3 op de eerste dag.
22. Toshimori Oda (Jongens #4) - Afgeslacht via een zwaard door Jongens #6 op I-7 op de eerste dag.
23. Kaori Minami (Meiden #20) - Doodgestoken door Meiden #1 Inada op H-3 op de tweede dag.
24. Mizuho Inada (Meiden #1) - Doodgestoken door Meiden #20 Minami op H-3 op de tweede dag.
25. Yuuichirou Takiguchi (Jongens #13) - Doodgestoken door Meiden #11 Souma op C-2 op de tweede dag.
26. Tadakatsu Hatagami (Jongens #18) - Doodgestoken door Meiden #11 Souma op C-2 op de tweede dag.
27. Yuka Nakagawa (Meiden #16) - Vergiftigd door Meiden #9 Sakaki op I-10 op de tweede dag.
28. Chisato Matsui (Meiden #19) - Doodgeschoten door Meiden #17 Noda op I-10 op de tweede dag.
29. Haruka Tanizawa (Meiden #12) - Doodgeschoten door Meiden #17 Noda op I-10 op de tweede dag.
30. Satomi Noda (Meiden #17) - Doodgeschoten door Meiden #2 Utsumi op I-10 op de tweede dag.
31. Yukie Utsumi (Meiden #2) - Neergeschoten door Meiden #17 Noda op I-10 op de tweede dag.
32. Yuko Sakaki (Meiden #9) - Zelfmoord (Sprong van de vuurtoren) op I-10 op de tweede dag.
33. Hiroki Sugimura (Jongens #11) - Doodgeschoten door Meiden #8 Kotohiki op G-3 op de tweede dag.
34. Kayoko Kotohiki (Meiden #8) - Doodgeschoten door Meiden #11 Souma op G-3 op de tweede dag.
35. Mitsuko Souma (Meiden #11) - Doodgeschoten door Jongens #6 Kiriyama op G-3 op de tweede dag.
36. Yutaka Seto (Jongens #12) - Doodgeschoten door Jongens #6 Kiriyama op E-4 op de tweede dag.
37. Keita Iijima (Jongens #2) - Doodgeschoten door Jongens #6 Kiriyama op E-4 op de tweede dag.
38. Shinji Mimura (Jongens #19) - Overleden in zelf veroorzaakte explosie op E-4 op de tweede dag.
39. Kazuo Kiriyama (Jongens #6) - Doodgeschoten door Jongens #5 Kawada op E-4 op de tweede dag.
40. Shogo Kawada (Jongens #5) - Overleden aan verwondingen, veroorzaakt in schietpartij met Jongens #6 Kiriyama op de derde dag.

## Ontvangst
De film veroorzaakte veel ophef. Sommige leraren en politici moesten niets hebben van de film met het vele geweld met kinderen erin. Het lukte Japanse politici niet om de film te verbieden, maar er kwam wel een speciale - minder gewelddadige - versie om het publiek tevreden te stellen.